# Chile i olympiska vinterspelen 2022
Chile deltog i de olympiska vinterspelen 2022 som ägde rum i Peking i Kina mellan den 4 och 20 februari 2022.
Chiles lag bestod av fyra idrottare (två manliga och två kvinnliga) som tävlade i tre sporter. Dominique Ohaco och Henrik von Appen var landets fanbärare vid öppningsceremonin. En volontär var fanbärare vid avslutningsceremonin.

## Alpin skidåkning
Chile kvalificerade en manlig och en kvinnlig alpin skidåkare till OS.
| Idrottare        | Gren                  | Åk 1    | Åk 1      | Åk 2             | Åk 2             | Totalt           | Totalt           |
| Idrottare        | Gren                  | Tid     | Placering | Tid              | Placering        | Tid              | Placering        |
| ---------------- | --------------------- | ------- | --------- | ---------------- | ---------------- | ---------------- | ---------------- |
| Henrik von Appen | Herrarnas kombination | 1.46,51 | 18        | DNF              | DNF              | DNF              | DNF              |
| Henrik von Appen | Herrarnas störtlopp   | i.u.    | i.u.      | i.u.             | i.u.             | 1.47,69          | 32               |
| Henrik von Appen | Herrarnas super-G     | i.u.    | i.u.      | i.u.             | i.u.             | 1.23,55          | 27               |
| Emilia Aramburo  | Damernas storslalom   | 1.07,71 | 49        | 1.08,61          | 44               | 2.16,32          | 42               |
| Emilia Aramburo  | Damernas slalom       | DNF     | DNF       | Gick inte vidare | Gick inte vidare | Gick inte vidare | Gick inte vidare |

## Freestyle
Freeski
| Idrottare       | Gren                | Kval  | Kval  | Kval  | Kval   | Kval      | Final            | Final            | Final            | Final            | Final            |
| Idrottare       | Gren                | Åk 1  | Åk 2  | Åk 3  | Totalt | Placering | Åk 1             | Åk 2             | Åk 3             | Resultat         | Placering        |
| --------------- | ------------------- | ----- | ----- | ----- | ------ | --------- | ---------------- | ---------------- | ---------------- | ---------------- | ---------------- |
| Dominique Ohaco | Damernas big air    | 60,25 | 11,25 | 66,25 | 126,50 | 16        | Gick inte vidare | Gick inte vidare | Gick inte vidare | Gick inte vidare | Gick inte vidare |
| Dominique Ohaco | Damernas slopestyle | 17,28 | 44,85 | i.u.  | 44,85  | 22        | Gick inte vidare | Gick inte vidare | Gick inte vidare | Gick inte vidare | Gick inte vidare |

## Längdskidåkning
Chile kvalificerade en manlig längdåkare till OS.
Distans
| Idrottare                | Gren                          | Klassisk stil | Klassisk stil | Fristil | Fristil   | Final   | Final    | Final     |
| Idrottare                | Gren                          | Tid           | Placering     | Tid     | Placering | Tid     | Diff.    | Placering |
| ------------------------ | ----------------------------- | ------------- | ------------- | ------- | --------- | ------- | -------- | --------- |
| Yonathan Jesús Fernández | Herrarnas 15 km klassisk stil | i.u.          | i.u.          | i.u.    | i.u.      | 50.36,6 | +12.41,8 | 91        |